# نورایر نوریکیان
نورایر نوریکیان (بلغاری: Норайр Нурикян; ارمنی: Նորայր Նուրիկյան، زاده ۲۶ ژوئیه ۱۹۴۸ در اسلیون) وزنه‌بردار ارمنی‌تبار اهل بلغارستان که در مجموع در بازی‌های المپیک، مسابقات قهرمانی وزنه‌برداری جهان و مسابقات قهرمانی وزنه‌برداری اروپا برندهٔ ۵ مدال طلا، ۳ مدال نقره و ۴ مدال برنز شده‌است.